# Isidro de Monzón
Pour les articles homonymes, voir Monzón (homonymie).
Isidro de Monzón y Ortiz de Urruela, ou  Isidro Monzón Ortiz de Urruela, né dans la Torre Olaso, à Bergara, en Guipuscoa (Espagne), le 3 janvier 1906, et mort à Bayonne (France) le 15 mai 1991, est un architecte basque espagnol.

## Biographie
Isidro de Monzón est né dans la demeure seigneuriale d'Olaso Dorrea, fils de Vincente Monzón et de Concepción Ortiz de Urruela . Il est le frère de Telesforo Monzón (1904-1981), écrivain et homme politique basque, ministre de l'Intérieur du gouvernement de José Antonio Aguirre.
Il fait ses études à Vitoria-Gasteiz, puis les mathématiques à Madrid, avant de terminer ses études à l'école d'architecture de l'Académie royale des beaux-arts de Bruxelles où il obtient un diplôme d'ingénieur en 1936.
De retour en Espagne, il participe à la guerre civile espagnole dans le Guipúzcoa, sur le front d'Elgeta, dans le bataillon de Sarasketa, sous le commandement du gouvernement basque, où il est d'abord capitaine dans l'artillerie, puis commandant de sapeurs. Après la victoire des nationalistes de Francisco Franco, il décide de s'exiler au Venezuela. Il débarque du paquebot Cuba de la Compagnie générale transatlantique à La Guaira le 9 juillet 1939 avec 82 autres réfugiés.
Au Venezuela il obtient ses premières commandes de bâtiments, en particulier dans l'État de Táchira. Il y a construit l'Escuela de Artes y Oficios et l'église Notre-Dame-du-Perpétuel-Secours de San Cristóbal. À Caracas, il participe à la construction de bâtiments résidentiels dans l'extension est de la ville, en 1947.
À la fin des années 1940, il décide de s'installer à Saint-Jean-de-Luz et y ouvre un bureau d'architecture. Il construit trois immeubles à Saint-Jean-de-Luz : Bide Bieta (1964), Itsasoan (1967), Ondartza (1976), et une trentaine de maisons individuelles et deux lotissements, entre 1957 et 1986. Il s'éloigne progressivement du style néo-basque en s'inspirant de l'architecture internationale créant une architecture personnelle renouvelant l'architecture du Pays basque en s'inspirant des cabanes de berger (borde) qui se trouvent dans les landes de la montagne basque et du paysage environnant. 
Parmi ses maisons construites en Pays basque français :
- Larreburu (Urrugne, 1957) ;
- Aldun larre (Sare, 1966) ;
- Oihan alde (Saint-Jean-de-Luz, 1972) ;
- Harrizkoa (Sare, 1973) ;
- Haitzebo borda (Saint-Pée-sur-Nivelle, 1974) ;
- Kaskabarra (Ascain, 1976) ;
- Z etxea (Ascain, 1976) ;
- Etxe xuria (Ahetze, 1976).

Avec son frère, il récupère la maison familiale, la Torre Olaso, à Bergara à la chute du régime franquiste, en 1977. Sans descendance, il la lègue au peuple basque pour qu'elle devienne une fondation culturelle (Fundación Torre Olaso) destinée à la protection du basque.
Il meurt à l'hôpital de Bayonne, le 15 mai 1991.